# Русчори (Олт)
Русчори (рум. Rusciori) насеље је у Румунији у округу Олт у општини Скорничешти. Oпштина се налази на надморској висини од 262 m.

## Становништво
Према подацима из 2002. године у насељу је живело 324 становника, од којих су сви румунске националности.